# Novabev Group
«Novabev Group» (до 2023 года — BELUGA GROUP) — крупнейшая российская алкогольная компания.
Полное наименование — Публичное акционерное общество «Новабев Групп».
Штаб-квартира компании расположена в Москве.

## История
1999 год ― основание группы «Синергия». В течение двух лет создаются и развиваются производственный блок и дистрибуционная сеть.
В 2002 году компания приобретает первое ликеро-водочное предприятие – завод «Уссурийский бальзам». Через пять лет актив составляют шесть заводов, происходит их постоянное развитие и рост объемов производства. К 2006 году группа становится одним из крупнейших игроков на рынке крепкого алкоголя и занимает 4-е место по производству в России.
2007 год ― группа приобретает бренды Beluga и «Беленькая» и размещает собственные акции на бирже, достигнув капитализации более $1 млрд.
2008-2009 годы ― бренд Beluga выходит на рынки европейских стран, Ближнего Востока и США, где открывается первое зарубежное представительство компании. Портфель пополняется брендом «Мягков», в ответ на рост коньячной категории в России группа запускает бренд «Золотой Резерв», расширяются ассортиментные линейки, увеличиваются объемы производства.
2011-2012 годы ― начинается развитие импортного направления: заключается эксклюзивное соглашение о дистрибуции продукции с William Grant & Sons и коньячным домом Camus.
2013 год ― группа запускает собственный виски Fox & Dogs, настойки Doctor August и коньяки «Бастион» и Le Lion de Pierre (изначально – «Каменный Лев»). Начинается сотрудничество с ведущим производителем алкоголя в странах Балтии Latvijas balzams. Во Владивостоке открывается Центр современного искусства «Заря».
2014–2015 годы ― импортный портфель пополняется брендами Torres Brandy и Ron Barcelо́. Группа выделяет дистрибуцию вина в отдельное направление и начинает на эксклюзивной основе представлять в России коллекции вин от ведущих производителей из Франции, Испании, Италии и других стран.
2016 год ― группа входит в тройку лидеров среди российских производителей коньяка, сохраняя лидерство на водочном рынке. Происходит подписание соглашения с Bacardi о розливе виски William Lawson's на мощностях группы. На рынок выводятся биттеры Beluga Hunting Berry и Beluga Hunting Herbal, лимитированный продукт Beluga Epicure – совместный проект с домом Lalique – и коньяк «Сокровище Тифлиса».
2017 год ― компания сохраняет лидирующие позиции на рынке России по производству водки, ЛВИ, виски и коньяка. Реализация импортных партнерских брендов удваивается, на 86% вырастает винный бизнес. Портфель пополняют Vecchia Romagna, Benchmark, Buffalo Trace и Plantation; а также собственные новинки: водки «Белая Сова» и «Медная Лошадка», российский коньяк «Ардели», шампанское VOGUE. Компания «Синергия» обновляет корпоративный бренд, которым становится BELUGA GROUP.
2018 год ― группа приобретает винодельческий комплекс «Поместье Голубицкое» в Тамани и открывает новое направление деятельности – производство премиальных вин из собственного винограда. Запускаются бренды ирландского виски Troublemaker и джина Green Baboon. В портфеле импортных вин появляется продукция ведущих мировых производителей: Masi Agricola, Frescobaldi Group, Billecart-Salmon, Gérard Bertrand и других. Сотрудничество с Bacardi продлевается на пять лет.
2020 год ― группа представляет новинки: коллекцию премиальных игристых вин Tête de Cheval, водки Orthodox и PARKA. Импортный портфель пополняется коньяком «Ной», винами Mateus, Silk & Spice, JP. Chenet и Trivento, портвейном Sandeman, виски Fireball и Early Times. Компания входит в ренкинг Forbes «200 крупнейших частных компаний России», став единственной алкогольной компанией, представленной в списке.
2021 год — компания проводит вторичное размещение акций (SPO), объем привлеченных средств составляет 5,6 млрд рублей. Группа приобретает контрольный пакет акций «Спиртзавода Чугуновский» и заключает соглашения об эксклюзивной дистрибуции с Rémy Cointreau, De Kuyper Royal Distillers и Southern Comfort. В декабре открывается 1 000-й магазин «ВинЛаб». Компания выпускает первый отчет об устойчивом развитии и интегрирует принципы ESG в свою деятельность.
2022 год ― компания продала международные права на бренд водки Beluga. Импортный портфель пополняют более 30 брендов из Франции, Шотландии, Ирландии, Японии и других стран. В Истре начинает работу таможенный склад. Масштаб «ВинЛаб» увеличивается на 35%, cеть запускает бонусно-накопительную программу лояльности, дополняющую дисконтную, количество ее участников достигает 5,9 млн человек.
2023 год ― компания BELUGA GROUP обретает новое имя и становится Novabev Group. Центру современного искусства «Заря» исполняется десять лет. Количество торговых точек «ВинЛаб» достигает 1 657, сеть занимает первые места в номинациях «Онлайн-взлет» и «Технологический прорыв» на премии Omnirating Award, а система лояльности WinClub второй год подряд входит в топ-3 «Рейтинга программ лояльности FMCG-сетей» от агентства INFOLine.
2024 год — Novabev Group исполняется 25 лет, группа является крупнейшим производителем, поставщиком и импортером алкоголя в стране. «ВинЛаб» открывает 2-тысячный магазин. Партнерство по дистрибуции коньяков «Ной» продлевается на пять лет. Группа начинает эксклюзивно представлять в России бренды Frontera и Casillero del Diablo компании Concha y Toro, крупнейшего производителя чилийских вин в мире.

## Собственники и руководство
Основатель Novabev Group (ex BELUGA GROUP) — Александр Мечетин.
Председателем правления является Константин Прохоров.
15 ноября 2007 года компания провела первичное размещение акций на РТС и ММВБ. Было размещено 19 % акционерного капитала за $190,4 млн. Организаторами выступали крупные банки-андеррайтеры: «МДМ-Банк», «Ренессанс Капитал». Цена размещения составила $70 за акцию, ценовой диапазон составлял $61-$72 за акцию. В 2020 году одна акция компании на Московской бирже стоила 2 737 рублей.

## Деятельность
Производственные активы Novabev Group составляют пять ликеро-водочных заводов: Архангельский и Мариинский ликеро-водочные заводы, «Уссурийский бальзам», пермский завод «Бастион осн. 1942 г.» и подмосковный «Завод Георгиевский. Традиции Качества». Также группе принадлежат винное хозяйство «Поместье Голубицкое» (Краснодарский край, Таманский полуостров), спиртзавод «Чугуновский», собственная система дистрибуции и сеть розничных магазинов «ВинЛаб». Ключевые собственные бренды: суперпремиальная водка Beluga, водки «Беленькая», «Архангельская», «Белая Сова», Orthodox, PARKA, бренди «Золотой Резерв» и «Бастион», джин Green Baboon, шотландский виски Fox & Dogs и ром Devil’s Island.
Приобретение винодельни «Поместье Голубицкое» в Тамани в 2018 году открыло для компании новое направление деятельности — производство премиальных вин из собственного винограда. Тихие вина поместья выпускаются под брендом Golubitskoe Estate и представлены в трех коллекциях: классической, резервной и «Вина винодельни». Главное направление деятельности хозяйства — классические игристые вина под брендом Tête de Cheval, которые производят традиционным методом шампанизации, выдерживая ассамбляжи на осадке не менее 12 месяцев, как это принято во Франции.
Группа является эксклюзивным дистрибьютором в России продуктов, популярных в своих категориях, среди которых — ром Barcelо́, бренди Torres, армянский коньяк «Ной», ром Plantation, японский виски The San-In, текилу Agavita и ликер Disaronno. Группа эксклюзивно представляет в России вина мировых производителей и брендов, среди которых Familia Torres, Masi, Tenuta Luce, Faustino, Cono Sur, Maison Calvet, Piccini, Markus Molitor, JP. Chenet, Concha y Toro, Champagne Pommery, Barton & Guestier и Casa Zonin, а также является эксклюзивным дистрибьютором австрийского производителя премиальных бокалов и стекла RIEDEL.
Общая численность сотрудников — более 14 000 человек.
Общие отгрузки продукции по итогам 2024 года составили 16,2 млн дал.
Выручка компании по МСФО в 2024 году составила 135,5 млрд рублей, чистая прибыль — 4,6 млрд рублей.
Основная доля чистой выручки (без стоимости акциза и НДС) приходится на алкоголь и розницу.

## Рейтинги
В рейтинге Forbes «200 крупнейших частных компаний России» (2021) «Белуга Групп» в занимает 167 место.
В рейтинге РБК «500 крупнейших компаний» (2019) «Белуга Групп» занимает 249 место.
В рейтинге RAEX-60 (2022, крупнейшие компании России по объёму реализации продукции) «Белуга Групп» занимает 251 место .
В рейтинге «Эксперт-400» (2022, крупнейшие компании России в 2021 году) компания занимает 271 место.